# Delfino Borroni
Delfino Edmondo Borroni (Turago Bordone, 23 agosto 1898 – Castano Primo, 26 ottobre 2008) è stato un militare e supercentenario italiano che servì come bersagliere nel Regio Esercito fino al grado di caporale.
Fu l’ultimo reduce italiano della prima guerra mondiale.

## Biografia
Nato nel 1898 a Turago Bordone, oggi in comune di Giussago, nel Pavese, Delfino Borroni intraprese ancora giovanissimo la professione di meccanico.
Fu coscritto nel gennaio 1917 e assegnato al 6º Reggimento bersaglieri, con cui combatté sul Pasubio e in Valsugana.
Ferito a Caporetto, cadde prigioniero e fu costretto a scavare trincee sino alla fuga avvenuta grazie alla distrazione di un ufficiale di sorveglianza rumeno dell'esercito austro-ungarico.
Da civile, oltre al mestiere di meccanico, fu anche tramviere a Milano; in tale veste fu l'ultimo conducente dei tram a vapore Herschel denominati in milanese Gamba de legn (Gamba di legno), cessati dal servizio nel 1958.
All'inizio del 2008, a 109 anni compiuti, Borroni era uno dei tre cavalieri di Vittorio Veneto ancora viventi; nel corso dell'anno morirono Lazzaro Ponticelli (12 marzo) e Francesco Domenico Chiarello (27 giugno), lasciandolo quindi ultimo reduce in Italia della prima guerra mondiale.
Da tempo ospite di una casa di riposo a Castano Primo (comune in cui risiedeva fin da quando si era sposato), vi morì il 26 ottobre 2008 a 110 anni e 74 giorni, ricevendo solenni funerali di Stato nel Duomo di Milano; al momento della morte era la persona di sesso maschile più longeva d'Italia e l'undicesima, sempre di sesso maschile, più longeva al mondo.
La sua morte ha significato anche la messa in quiescenza de facto e la temporanea dismissione dell'Ordine di Vittorio Veneto, non essendovi in Italia più né insigniti né insignibili di tale onorificenza.
Benché ultimo veterano italiano, a Borroni sopravvissero altri sette reduci della Grande Guerra in tutto il mondo: tre britannici, un australiano, uno statunitense e due canadesi, una dei quali donna; di essi l'ultimo fu Claude Choules, anglo-australiano, morto nel 2011.